# Toral de los Vados
Toral de los Vados (fino al 2010, Villadecanes) è un comune spagnolo di 2 233 abitanti situato nella comunità autonoma di Castiglia e León.